# زوم ایر
زوم ایر (انگلیسی: Zoom Air) شرکت هواپیمایی هندی است، که در سال ۲۰۱۳ تأسیس شد.